# Tetrastemma leonillae
Tetrastemma leonillae är en djurart som tillhör fylumet slemmaskar, och som först beskrevs av Oxner 1908.  Tetrastemma leonillae ingår i släktet Tetrastemma och familjen Tetrastemmatidae. Inga underarter finns listade i Catalogue of Life.